# Historia de San Vicente y las Granadinas

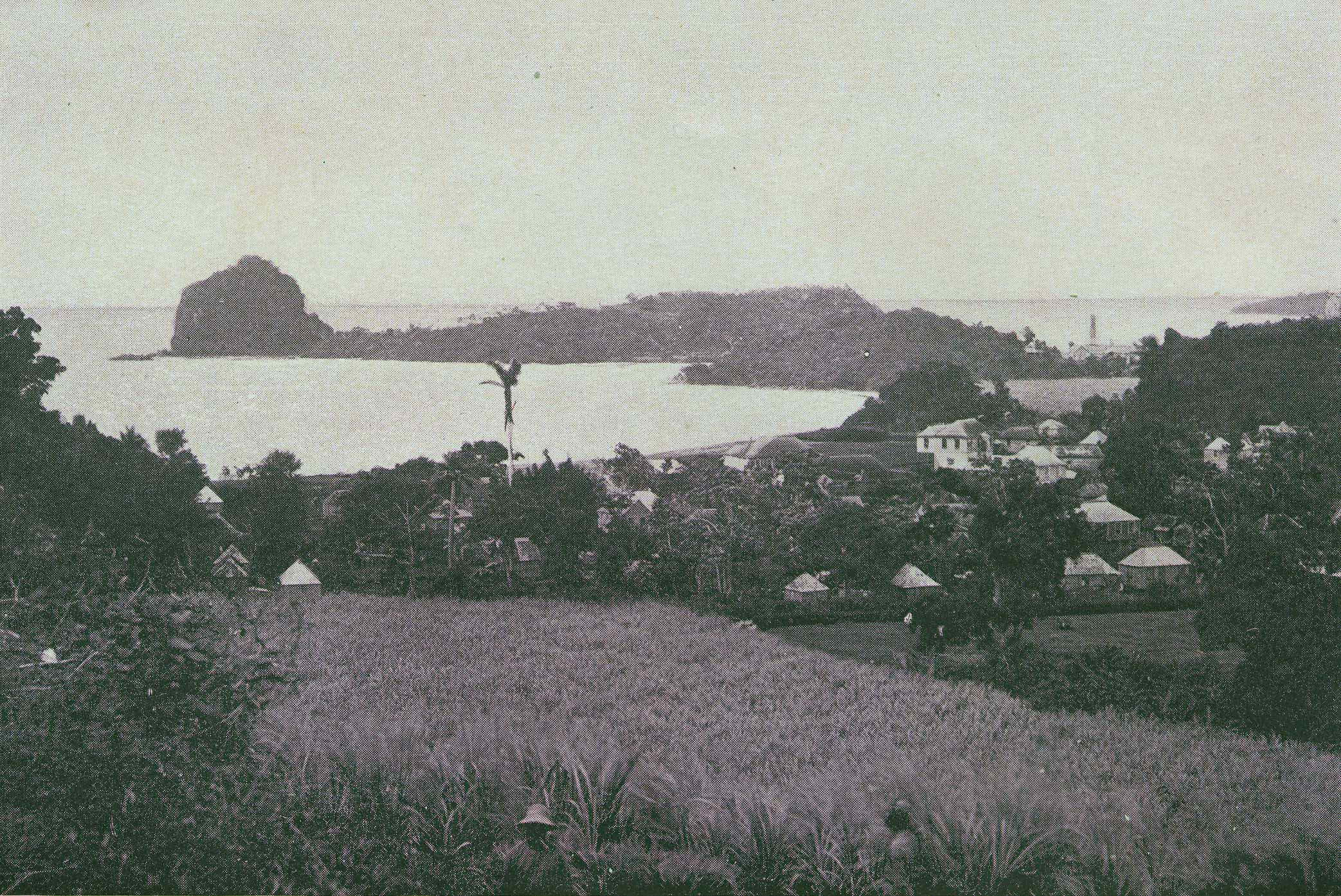
Kingstown, San Vicente, en la década de 1890.

Anteriormente a la llegada de los europeos, la isla de San Vicente estuvo habitada por indígenas caribes arawaks que se mostraron muy agresivos hacia los invasores europeos, impidiendo la formación de asentamientos hasta el siglo XVII. Durante los siglos XVI y XVII llegaron a la isla varios esclavos negros, supervivientes de naufragios o huidos de las cercanas islas de Santa Lucía o Granada. Estos refugiados se mezclaron con los indígenas y fueron conocidos como "caribeños negros".
Aunque los ingleses fueron los primeros en reclamar un dominio estable sobre la isla de San Vicente en 1627, fue Francia la primera potencia europea que instaló la primera colonia permanente en Barrouallie en la costa de Leeward en San Vicente poco antes del año 1700.
Desde 1719 los colonos franceses comenzaron a cultivar café, tabaco, añil, maíz y azúcar en plantaciones cultivadas por esclavos africanos. Por el Tratado de París de 1763, la isla de San Vicente fue cedida por Francia a Gran Bretaña, fue devuelta a Francia en 1779 y recuperada por los británicos tras el Tratado de Paris de 1783. El conflicto entre los británicos y los caribes negros, liderados por el desafiante Jefe Supremo Joseph Chatoyer, continuaron hasta 1796, cuando el general Sir Ralph Abercromby sofocó la revuelta. Más de 5.000 caribes negros fueron finalmente deportados a la isla de Roatán bajo control inglés (actual Honduras)
La esclavitud fue abolida en 1834, y debido a la escasez de mano de obra resultante acudieron numerosos emigrantes portugueses durante la década de 1840 e indios en la década de 1860. Las condiciones de trabajo eran muy duras, y la caída de los precios del azúcar a finales del siglo XIX estancó la economía hasta el siglo XX.
Desde 1763 hasta su independencia la isla de San Vicente atravesó varios períodos de situación colonial bajo el dominio británico. En 1776 se autorizó la creación de una asamblea representativa, desde 1877 fue gobernada directamente por una administración de la Corona, se creó un consejo legislativo en 1925 y se aprobó el sufragio universal en 1951.
Durante el período colonial los británicos realizaron varios intentos fallidos de crear una administración unificada para las "Windward Islands" (Islas de Barlovento), entre las que se encontraba San Vicente. El más notable de estos proyectos fue la "Federación de las Indias Occidentales", que fue disuelta en 1962. San Vicente recibió la posición de estado asociado al Reino Unido el 27 de octubre de 1969, adquiriendo completo control sobre su política interior. Tras un referéndum realizado en 1979, San Vicente y las Granadinas se convirtieron en las últimas de las Windward Islands en conseguir la independencia. El estado celebra su independencia el 27 de octubre de 1979.
Durante todo el siglo XX el país ha sido afectado por sucesivos desastres naturales. En 1902 el volcán Soufrière entró en erupción, matando a unas 2.000 personas. Muchos terrenos fueron arruinados, y la economía de la isla se deterioró. En abril de 1979 el volcán volvió a entrar en erupción, y aunque no se produjeron víctimas mortales, miles de personas tuvieron que ser evacuadas, y de nuevo la agricultura resultó afectada. En 1980,1987 y 1998 varios huracanes devastaron las plantaciones de plátano y coco; en 1999 el huracán Lenny devastó la costa occidental de la isla.
El 25 de noviembre de 2009 se organizó un referéndum con una propuesta para reemplazar la Constitución en vigor desde 1979. La reforma fue apoyada solo por un 43,13 % de los sufragios, pero fue rechazada al no haber alcanzado la mayoría necesaria de dos tercios para llevar a cabo la reforma. El rechazo a la reforma se debía a que la propuesta conllevaba la abolición de la monarquía, una medida impopular que fue utilizada por los opositores a la reforma.  Es el primer referéndum de este tipo organizado por la Organización de los Estados del Caribe Oriental.
En noviembre de 2020, Ralph Gonsalves, Primer Ministro de San Vicente y laas Granadinas desde 2001, obtuvo su quinta victoria consecutiva con su partido Unity Labour Party (ULP) en las elecciones generales.
El 9 de abril de 2021 el volcán La Soufrière entró nuevamente en erupción, enviando varias columnas de cenizas a la atmósfera. Unas 16.000 personas tuvieron que ser evacuadas en los días siguientes.